# Nižná Jablonka
Nižná Jablonka je obec na Slovensku v okrese Humenné v Prešovském kraji ležící na úpatí Bukovských vrchů. Žije zde 147 obyvatel.
První písemná zmínka pochází z roku 1436. Nachází se zde řeckokatolický chrám Zesnutí přesvaté Bohorodice a pravoslavný chrám.